# Echinolampas ovata
Echinolampas ovata is een zee-egel uit de familie Echinolampadidae.
De wetenschappelijke naam van de soort werd in 1778 gepubliceerd door Nathanael Gottfried Leske.